# Sekundærrute 170
Die Sekundærrute 170, auch einfach nur Rute 170 genannt, ist eine Nebenstraße in Dänemark. Sie führt von Aarhus bis zur deutschen Grenze bei Kruså. Auf ihrer gesamten Länge bildet die Strecke eine Alternativroute zur E45.

## Wichtige Ortschaften entlang der Strecke
- Aarhus
- Skanderborg
- Horsens
- Hedensted
- Vejle
- Kolding
- Haderslev
- Aabenraa